# Vital' Ljutyč
Vital' Viktaravič Ljutyč (in bielorusso Віталь Віктаравіч Лютыч?; Bjaroza, 9 maggio 1992) è un cestista bielorusso.

## Palmarès
- Campionato estone: 1

Kalev/Cramo: 2016-17
- Coppa di Estonia: 1

Kalev/Cramo: 2016
- Coppa di Russia: 1

Nižnij Novgorod: 2022-2023